# مارک الیویه دو
مارک الیویه دو (انگلیسی: Marc-Olivier Doué؛ زادهٔ ۱۱ اکتبر ۲۰۰۰) بازیکن فوتبال اهل فرانسه است.
از باشگاه‌هایی که در آن بازی کرده‌است می‌توان به باشگاه فوتبال پک زووله اشاره کرد.